# Phytodietus armillatus
Phytodietus armillatus là một loài tò vò trong họ Ichneumonidae.